# Country-Musik 1997
Die Liste bietet eine Übersicht über das Jahr 1997 im Genre Country-Musik.

## Events
- Am 26. Februar erhält LeAnn Rimes im Alter von vierzehn Jahren als bislang jüngste Person einen Grammy. Insgesamt konnte sie zwei Awards mit nach Hause holen: Best New Artist und Best Female Country Vocal Performance (für Blue)[1]
- Im Oktober gibt Barbara Mandrell ihr letztes Konzert[2]
- Am 4. November erscheint Shania Twains drittes Album Come On Over, das mehrere Verkaufsrekorde aufstellt. Es wird das am besten verkaufte Country-Studioalbum aller Zeiten (Double Live von Garth Brooks aus dem nächsten Jahr ist das erfolgreichste), das am besten verkaufte Studioalbum einer Frau, das am besten verkaufte Album einer Kanadierin und das acht-erfolgreichste Album in den USA.[3]

## Top Hits des Jahres

### Year-End-Charts
Dies ist die Top 10 der Year-End-Charts, die vom Billboard-Magazin erhoben wurde.
1. It’s Your Love – Tim McGraw
2. One Night at a Time – George Strait
3. Carrying Your Love with Me – George Strait
4. On the Verge – Collin Raye
5. How Your Love Makes Me Feel – Diamond Rio
6. Rumor Has It – Clay Walker
7. (This Ain’t) No Thinkin’ Thing – Trace Adkins
8. Better Man, Better Off – Tracy Lawrence
9. She’s Got It All – Kenny Chesney
10. I Left Something Turned On at Home – Trace Adkins

### Nummer-1-Hits
It’s Your Love, ein Duett von Tim McGraw und Faith Hill blieb sechs Wochen auf dem ersten Platz. Dies gelang zuletzt Waylon Jennings mit Luckenbach, Texas (Back to the Basics of Love).
- 11. Januar – Nobody Knows – Kevin Sharp
- 8. Februar – It's a Little Too Late – Mark Chesnutt
- 22. Februar – A Man This Lonely – Brooks & Dunn
- 1. März – Running Out of Reasons to Run – Rick Trevino
- 8. März – Me Too – Toby Keith
- 15. März – We Danced Anyway – Deana Carter
- 29. März – How Was I to Know – Reba McEntire
- 5. April – This Ain't No Thinkin' Thing – Trace Adkins
- 12. April – Rumor Has It – Clay Walker
- 26. April – One Night at a Time – George Strait
- 31. Mai – Sittin' on Go – Bryan White
- 7. Juni – It's Your Love – Tim McGraw (featuring Faith Hill)
- 19. Juli – Carrying Your Love With Me – George Strait
- 16. August – Come Cryin' to Me – Lonestar
- 30. August – She's Got It All – Kenny Chesney
- 20. September – there Goes – Alan Jackson
- 27. September – How Your Love Makes Me Feel – Diamond Rio
- 18. Oktober – How Do I Get there – Deana Carter
- 25. Oktober – Everywhere – Tim McGraw
- 8. November – Love Gets Me Every Time – Shania Twain
- 13. Dezember – From Here to Eternity – Michael Peterson
- 20. Dezember – Longneck Bottle – Garth Brooks

### Weitere Hits
Die Auswahl beschränkt sich auf Songs, die in den Country-Billboard-Charts in die Top 20 gekommen sind.
| US | Single                                     | Artist                                              |
| -- | ------------------------------------------ | --------------------------------------------------- |
| 4  | All the Good Ones Are Gone                 | Pam Tillis                                          |
| 2  | Amen Kind of Love                          | Daryle Singletary                                   |
| 3  | Another You                                | David Kersh                                         |
| 3  | Big Love                                   | Tracy Byrd                                          |
| 5  | Count Me In                                | Deana Carter                                        |
| 3  | Dancin', Shaggin' on the Boulevard         | Alabama                                             |
| 11 | Day In, Day Out                            | David Kersh                                         |
| 17 | Don't Love Make a Diamond Shine            | Tracy Byrd                                          |
| 4  | Don't Take Her She's All I Got             | Tracy Byrd                                          |
| 3  | Drink, Swear, Steal & Lie                  | Michael Peterson                                    |
| 20 | Ease My Troubled Mind                      | Ricochet                                            |
| 10 | Emotional Girl                             | Terri Clark                                         |
| 3  | Everybody Knows                            | Trisha Yearwood                                     |
| 9  | Everything I Love                          | Alan Jackson                                        |
| 2  | The Fool                                   | Lee Ann Womack                                      |
| 2  | Friends                                    | John Michael Montgomery                             |
| 4  | A Girl's Gotta Do (What a Girl's Gotta Do) | Mindy McCready                                      |
| 3  | Go Away                                    | Lorrie Morgan                                       |
| 4  | Good as I Was to You                       | Lorrie Morgan                                       |
| 6  | Half Way Up                                | Clint Black                                         |
| 18 | He Left a Lot to Be Desired                | Ricochet                                            |
| 18 | Heartbroke Every Day                       | Lonestar                                            |
| 18 | Helping Me Get Over You                    | Travis Tritt featuring Lari White                   |
| 7  | Her Man                                    | Gary Allan                                          |
| 4  | Holdin‘                                    | Diamond Rio                                         |
| 3  | Honky Tonk Truth                           | Brooks & Dunn                                       |
| 4  | How a Cowgirl Says Goodbye                 | Tracy Lawrence                                      |
| 2  | How Do I Live                              | Trisha Yearwood                                     |
| 2  | How Was I to Know                          | John Michael Montgomery                             |
| 8  | I Can't Do That Anymore                    | Faith Hill                                          |
| 17 | I Have to Surrender                        | Ty Herndon                                          |
| 6  | I Miss You a Little                        | John Michael Montgomery                             |
| 7  | I Only Get This Way with You               | Rick Trevino                                        |
| 19 | I Will, If You Will                        | John Berry                                          |
| 2  | I'd Rather Ride Around with You            | Reba McEntire                                       |
| 9  | If She Don't Love You                      | The Buffalo Club                                    |
| 4  | If You Love Somebody                       | Kevin Sharp                                         |
| 2  | In Another's Eyes                          | Trisha Yearwood and Garth Brooks                    |
| 2  | Is That a Tear                             | Tracy Lawrence                                      |
| 19 | It's All the Same to Me                    | Billy Ray Cyrus                                     |
| 19 | King of the Mountain                       | George Strait                                       |
| 5  | Land of the Living                         | Pam Tillis                                          |
| 8  | Let It Rain                                | Mark Chesnutt                                       |
| 11 | Let Me into Your Heart                     | Mary Chapin Carpenter                               |
| 5  | The Light in Your Eyes                     | LeAnn Rimes                                         |
| 2  | A Little More Love                         | Vince Gill                                          |
| 9  | Little Things                              | Tanya Tucker                                        |
| 4  | Love Is the Right Place                    | Bryan White                                         |
| 2  | Loved Too Much                             | Ty Herndon                                          |
| 18 | Maybe He'll Notice Her Now                 | Mindy McCready featuring Lonestar's Richie McDonald |
| 4  | Maybe We Should Just Sleep on It           | Tim McGraw                                          |
| 2  | On the Verge                               | Collin Raye                                         |
| 18 | One, Two, I Love You                       | Clay Walker                                         |
| 5  | Places I've Never Been                     | Mark Wills                                          |
| 7  | Please                                     | The Kinleys                                         |
| 2  | Pretty Little Adriana                      | Vince Gill                                          |
| 4  | The Rest of Mine                           | Trace Adkins                                        |
| 2  | Sad Lookin' Moon                           | Alabama                                             |
| 5  | The Shake                                  | Neal McCoy                                          |
| 4  | She Drew a Broken Heart                    | Patty Loveless                                      |
| 21 | She Wants to Be Wanted Again               | Ty Herndon                                          |
| 24 | She's Going Home with Me                   | Travis Tritt                                        |
| 3  | She's Sure Taking It Well                  | Kevin Sharp                                         |
| 2  | She's Taken a Shine                        | John Berry                                          |
| 14 | Shut Up and Drive                          | Chely Wright                                        |
| 13 | Six Days on the Road                       | Sawyer Brown                                        |
| 2  | Something That We Do                       | Clint Black                                         |
| 11 | Still Holding On                           | Clint Black & Martina McBride                       |
| 31 | The Swing                                  | James Bonamy                                        |
| 2  | Thank God for Believers                    | Mark Chesnutt                                       |
| 15 | That's Another Song                        | Bryan White                                         |
| 6  | This Night Won't Last Forever              | Sawyer Brown                                        |
| 3  | Today My World Slipped Away                | George Strait                                       |
| 15 | The Trouble with the Truth                 | Patty Loveless                                      |
| 3  | Unchained Melody                           | LeAnn Rimes                                         |
| 4  | Watch This                                 | Clay Walker                                         |
| 2  | We Were in Love                            | Toby Keith                                          |
| 15 | What If It's You                           | Reba McEntire                                       |
| 2  | What the Heart Wants                       | Collin Raye                                         |
| 10 | Whatever Comes First                       | Sons of the Desert                                  |
| 2  | When I Close My Eyes                       | Kenny Chesney                                       |
| 13 | When Love Starts Talkin‘                   | Wynonna                                             |
| 6  | Where Corn Don't Grow                      | Travis Tritt                                        |
| 2  | Who's Cheatin' Who                         | Alan Jackson                                        |
| 8  | Why Would I Say Goodbye                    | Brooks & Dunn                                       |
| 8  | You and You Alone                          | Vince Gill                                          |
| 14 | You Don't Seem to Miss Me                  | Patty Loveless                                      |

## Alben

### Year-End-Charts
Dies ist die Top 10 der Year-End-Charts, die vom Billboard-Magazin erhoben wurde.
1. Blue – LeAnn Rimes
2. Did I Shave My Legs for You? – Deana Carter
3. Unchained Melody/The Early Years – LeAnn Rimes
4. Carrying Your Love with Me – George Strait
5. Everywhere – Tim McGraw
6. You Light Up My Life – Inspirational Songs –  LeAnn Rimes
7. Everything I Love – Alan Jackson
8. (Songbook) A Collection of Hits – Trisha Yearwood
9. What If It’s You – Reba McEntire
10. The Greatest Hits – Clint Black

### Nummer-1-Hits
- 4. Januar – Blue – LeAnn Rimes
- 1. März – Unchained Melody: The Early Years – LeAnn Rimes
- 10. Mai – Carrying Your Love with Me – George Strait
- 21. Juni – Everywhere – Tim McGraw
- 6. September – Blue –  LeAnn Rimes
- 13. September – (Songbook) Collection of Hits – Trisha Yearwood
- 27. September – You Light Up My Life – Inspirational Songs –  LeAnn Rimes
- 22. November – Come On Over – Shania Twain
- 13. Dezember – Sevens – Garth Brooks

### Weitere Alben
Die Auswahl beschränkt sich auf Alben, die in den Country-Billboard-Charts in die Top 20 gekommen sind.
| US | Album                                     | Artist                        | Label              |
| -- | ----------------------------------------- | ----------------------------- | ------------------ |
| 4  | The Best of Collin Raye: Direct Hits      | Collin Raye                   | Epic               |
| 8  | The Best of John Denver Live              | John Denver                   | Legacy             |
| 7  | Big Time                                  | Trace Adkins                  | Capitol Nashville  |
| 16 | A Celebration of Life/The Last Recordings | John Denver                   | River North        |
| 4  | The Coast Is Clear                        | Tracy Lawrence                | Atlantic           |
| 9  | Collection                                | Wynonna                       | Curb/MCA Nashville |
| 15 | Complicated                               | Tanya Tucker                  | Capitol Nashville  |
| 12 | A Country Superstar Christmas             | Various Artists               | Hip-O              |
| 16 | Crazy Nights                              | Lonestar                      | BNA                |
| 5  | Dancin' on the Boulevard                  | Alabama                       | RCA Nashville      |
| 8  | Dream Walkin‘                             | Toby Keith                    | Mercury Nashville  |
| 4  | Evolution                                 | Martina McBride               | RCA Nashville      |
| 8  | Greatest Hits                             | Diamond Rio                   | Arista Nashville   |
| 5  | Greatest Hits                             | Neal McCoy                    | Atlantic           |
| 5  | Greatest Hits                             | John Michael Montgomery       | Atlantic           |
| 6  | Greatest Hits                             | Pam Tillis                    | Arista Nashville   |
| 2  | The Greatest Hits Collection              | Brooks & Dunn                 | Arista Nashville   |
| 5  | Here's Your Sign                          | Bill Engvall                  | Warner Bros.       |
| 10 | I Will Stand                              | Kenny Chesney                 | BNA                |
| 12 | If I Don't Stay the Night                 | Mindy McCready                | BNA                |
| 22 | Just Between You and Me                   | The Kinleys                   | Epic               |
| 5  | Labor of Love                             | Sammy Kershaw                 | Mercury/PolyGram   |
| 9  | Lee Ann Womack                            | Lee Ann Womack                | Decca Nashville    |
| 8  | Lila                                      | Lila McCann                   | Asylum             |
| 9  | Long Stretch of Lonesome                  | Patty Loveless                | Epic               |
| 8  | Love & Gravity                            | BlackHawk                     | Arista Nashville   |
| 15 | Love Travels                              | Kathy Mattea                  | Mercury/PolyGram   |
| 17 | Michael Peterson                          | Michael Peterson              | Reprise            |
| 4  | Nothin' but the Taillights                | Clint Black                   | RCA Nashville      |
| 15 | One of the Fortunate Few                  | Delbert McClinton             | Rising Tide        |
| 5  | The Other Side                            | Wynonna                       | Curb/Universal     |
| 7  | The Right Place                           | Bryan White                   | Asylum             |
| 4  | Rumor Has It                              | Clay Walker                   | Giant              |
| 9  | Shakin' Things Up                         | Lorrie Morgan                 | BNA                |
| 8  | Six Days on the Road                      | Sawyer Brown                  | Curb               |
| 4  | So Long So Wrong                          | Alison Krauss & Union Station | Rounder            |
| 19 | Takin' the Country Back                   | John Anderson                 | Mercury Nashville  |
| 8  | Under the Covers                          | Dwight Yoakam                 | Reprise            |

## Geboren
- 15. August – Reyna Roberts

## Gestorben
- 8. Januar – Smiley Bates, 59, kanadischer Sänger und Songwriter
- 21. Januar – Colonel Tom Parker, 87, Musikmanager, unter anderem von Eddy Arnold und Hank Snow, am bekanntesten wohl als Manager von Elvis Presley
- 19. Juni – Bobby Helms, 63, Sänger (Jingle Bell Rock)
- 16. August – Donn Reynolds, 76, Singer-Songwriter, zwei Weltrekorde im Jodeln
- 12. Oktober – John Denver, 53, Country-Sänger (Take Me Home, Country Roads)
- 21. Dezember – Amie Comeaux, 21, Newcomerin
- 31. Dezember – Floyd Cramer, 64, bedeutender Sessionmusiker, Mitbegründer des Nashville Sound

## Neue Mitglieder der Hall of Fames

### International Bluegrass Music Hall of Fame
- Josh Graves

### Country Music Hall of Fame
- Harlan Howard
- Brenda Lee
- Cindy Walker

### Nashville Songwriters Hall of Fame
- Roger Cook
- Hank Thompson
- Wayne Carson

### Canadian Country Music Hall of Fame
- Family Brown
- Sam Sniderman

### Rock and Roll Hall of Fame
- Jimmie Rodgers

## Die wichtigsten Auszeichnungen

### Grammys
- Best Female Country Vocal Performance  – LeAnn Rimes – Blue
- Best Male Country Vocal Performance – Vince Gill – Worlds Apart
- Best Country Performance By A Duo Or Group – Brooks & Dunn – My Maria
- Best Country Collaboration With Vocals – Alison Krauss & Union Station. – High Lonesome Sound
- Best Country Instrumental Performance – Chet Atkins – Jam Man
- Best Country Song – Bill Mack – Blue
- Best Country Album – Lyle Lovett – The Road To Ensenada
- Best Bluegrass Album – Todd Phillips – True Life Blues: The Songs Of Bill Monroe[7]

### Academy of Country Music Awards
- Entertainer Of The Year – Brooks & Dunn
- Song Of The Year – Blue, LeAnn Rimes, Bill Mack
- Single Of The Year – Blue, LeAnn Rimes
- Album Of The Year – Blue Clear Sky, George Strait
- Top Male Vocalist – George Strait
- Top Female Vocalist – Patty Loveless
- Top Vocal Duo – Brooks & Dunn
- Top Vocal Group – Sawyer Brown
- Top New Male Vocalist – Trace Adkins
- Top New Female Vocalist – LeAnn Rimes
- Top New Vocal Duo Or Group – Ricochet
- Video Of The Year – I Think About You, Collin Raye

### ARIA Awards
- Best Country Album – The Road Less Travelled (Graeme Connors)

### Canadian Country Music Association
- CMT Maple Leaf Foods Fans' Choice Award – Terri Clark
- Male Artist of the Year – Paul Brandt
- Female Artist of the Year – Terri Clark
- Group or Duo of the Year – Farmer's Daughter
- SOCAN Song of the Year – I Do, Paul Brandt
- Single of the Year – I Do, Paul Brandt
- Album of the Year – Just the Same, Terri Clark
- Top Selling Album – The Woman in Me, Shania Twain
- Video of the Year – I Do, Paul Brandt
- Wrangler Rising Star Award – Julian Austin
- Vocal Collaboration of the Year – Two Names on an Overpass, Duane Steele and Lisa Brokop

### Country Music Association Awards
- Entertainer of the Year – Garth Brooks
- Male Vocalist of the Year – George Strait
- Female Vocalist of the Year – Trisha Yearwood
- Vocal Group of the Year – Diamond Rio
- Vocal Duo of the Year – Brooks & Dunn
- Horizon Award – LeAnn Rimes
- Musician of the Year – Brent Mason
- Vocal Event of the Year – It's Your Love, Tim McGraw (featuring Faith Hill)
- Single of the Year – Strawberry Wine, Deanna Carter
- Song of the Year – Strawberry Wine, Matraca Berg und Gary Harrison
- Album of the Year – Carrying Your Love With Me, George Strait
- Music Video of the Year – 455 Rocket, Kathy Mattea (Regie: Steve Goldmann)

### Juno Awards
- Country Male Vocalist of the Year – Paul Brandt
- Country Female Vocalist of the Year – Shania Twain
- Country Group or Duo of the Year – Farmer's Daughter

### RPM Big Country Awards
- Canadian Country Artist of the Year – Paul Brandt
- Best Country Album –  Calm Before the Storm, Paul Brandt
- Best Country Single – My Heart Has a History, Paul Brandt
- Male Artist of the Year – Paul Brandt
- Female Artist of the Year – Terri Clark
- Group of the Year – Farmer's Daughter
- Outstanding New Artist – Chris Cummings
- Canadian Country Video – My Heart Has a History, Paul Brandt
- Top Country Composer(s) – Shania Twain

### American Music Awards
- Favorite Country Male Artist – Garth Brooks
- Favorite Country Female Artist – Shania Twain
- Favorite Country Band/Duo/Group – Brooks & Dunn
- Favorite Country Album – Blue Clear Sky – George Strait
- Favorite Country New Artist – LeAnn Rimes